# Бобырев, Тимофей Романович
Тимофей Романович Бобырев (1907 — 1988) — советский инженер, лауреат Сталинской премии (1952).

## Биография
В 1930-х годах работал в ВСНХ и наркомате тяжёлой промышленности.
С 9 марта 1939 года — первый директор Харьковского турбогенераторного завода (ХТГЗ).
С 20 декабря 1941 года — заместитель, первый заместитель наркома (министра) тяжёлого машиностроения СССР.
С 1956 года — советник посольства СССР по экономическому сотрудничеству, председатель Главного управления по делам экономических связей с ГДР. С 1961 года — начальник Четвёртого отдела Госплана СССР.
Похоронен на Новокунцевском кладбище.

## Признание
- Сталинская премия третьей степени (1952) — за разработку конструкции и освоение производства унифицированной серии паровых турбин высокого давления.
- ордена и медали, в том числе медаль «За оборону Ленинграда».